# Brian Gilbert
Brian Gilbert est un réalisateur, acteur, producteur et scénariste britannique né en 1960 en Angleterre (Royaume-Uni)

## Filmographie

### comme réalisateur
- 1984 : The Frog Prince
- 1986 : Sharma and Beyond
- 1988 : Vice Versa
- 1991 : Jamais sans ma fille (Not Without My Daughter)
- 1994 : Tom et Viv
- 1997 : Oscar Wilde (Wilde)
- 2002 : Les Témoins (The Gathering)
- 2005 : Hitler's Irishman: The Story of Lord Haw-Haw (TV)
- 2005 : Allegiance

### comme acteur
- 1974 : The Carnforth Practice (série télévisée) : Tim (unknown episodes)
- 1976 : Le Voyage des damnés (Voyage of the Damned) : Laurence Schulman
- 2005 : Allegiance : Narrator
- 2011 : Un flic pour cible (The Son of No One) de Dito Montiel : Vinnie jeune

### comme producteur
- 1997 : This Is the Sea

### comme scénariste
- 1984 : The Frog Prince
- 2005 : Hitler's Irishman: The Story of Lord Haw-Haw (TV)